# Herrenhaus Krebsburg
Die Krebsburg ist ein Rittergut und ehemalige Burganlage ein Kilometer westlich der Gemeinde Ostercappeln im Landkreis Osnabrück in Niedersachsen.

## Geschichte
Die Krebsburg wird als Lehen der Grafschaft Bentheim 1346/47 erstmals erwähnt, sie soll damals an die Herren von Anholte vergeben gewesen sein. Angeblich saßen hier aber ursprünglich die Herren von Driehaus. Im Jahre 1408 wurde Statius von Dehem mit der Burg belehnt, um 1500 folgten ihm die Herren von Stricket. 1545 wurde das verschuldete Gut unter Vorbehalt des Wohnrechts derer von Graevenitz an den ostfriesischen Edlen von Midlum verkauft. Von diesem fiel es an das Adelsgeschlecht Prenger.
Erbstreitigkeiten innerhalb der Familie Prenger führten darauf zum Niedergang des Gutes. Der aus Frankreich stammende Heinrich von Morsey-Picard gelangte schließlich in dessen Besitz. Weitere Besitzer waren von Romberg und ab 1913 von Wendt. Von 1976 bis 2011 diente das Gut als Wohnheim für Menschen mit Behinderung. Seit 2011 befindet sich Gut Krebsburg wieder in Privateigentum.

## Beschreibung
Von der alten Burg sind nördlich des heutigen Herrenhauses in sumpfigem Gelände noch Reste des Wassergrabens und der Fundamente erhalten. Daraus lässt sich ein Burgareal von ca. 190 × 105 m Größe erschließen, das von einem 10–15 m breiten Wassergraben umgeben ist, der im Norden zu einem Teich erweitert ist. Genauere Angaben über die Bebauung lassen sich nicht machen. 1642 wird das ursprüngliche Herrenhaus als völlig verfallen bezeichnet.
Auf einer Anhöhe entstand um 1750 das heutige Herrenhaus mit zwei Wirtschaftsgebäuden. Es ist ein rechteckiges, zweigeschossiges Gebäude aus Bruchstein mit leicht vorspringendem, übergiebelten Eingangsrisalit.